# Thagaste
300 av. J.-C. – 46 av. J.-C.
Entités précédentes :
- Tribus berbères (Libye antique)

Entités suivantes :
- Royaume de Maurétanie
- Afrique romaine

Thagaste (en tifinagh : ⵜⴰⴳⴰⵙⵜ Tagast ; en arabe : طاغاست) était une ville romano-berbère de l'actuelle Algérie. Faisant anciennement partie du Royaume berbère de Numidie, l'actuelle ville de Souk Ahras (ou Tagilt[réf. nécessaire]) fut édifiée sur ses ruines. Elle est principalement connue pour être la ville natale de saint Augustin. Elle est située à 100 km au sud-est d'Annaba, ancienne Hippone, ville dont il fut évêque.

## Toponymie
Selon une certaine hypothèse, l'étymologie de Thagaste serait phénicienne, « la maison du trésor », "tha" signifiant maison et "gaste" trésor[réf. nécessaire]. Ceci est basé sur l'avis du chercheur allemand Haizig Van Maeltsian tiré de l'ouvrage (Janysios) Source : Livre « Base de l’Est »[réf. nécessaire].
Actuellement, des philologues et chercheurs des îles Canaries ont fait un rapprochement entre les noms de Thagaste et Tegueste. Ce dernier dérive de * tegăsət, qui signifie « humide » et est d'origine guanche, d'origine berbère,.

## L'émergence de la ville

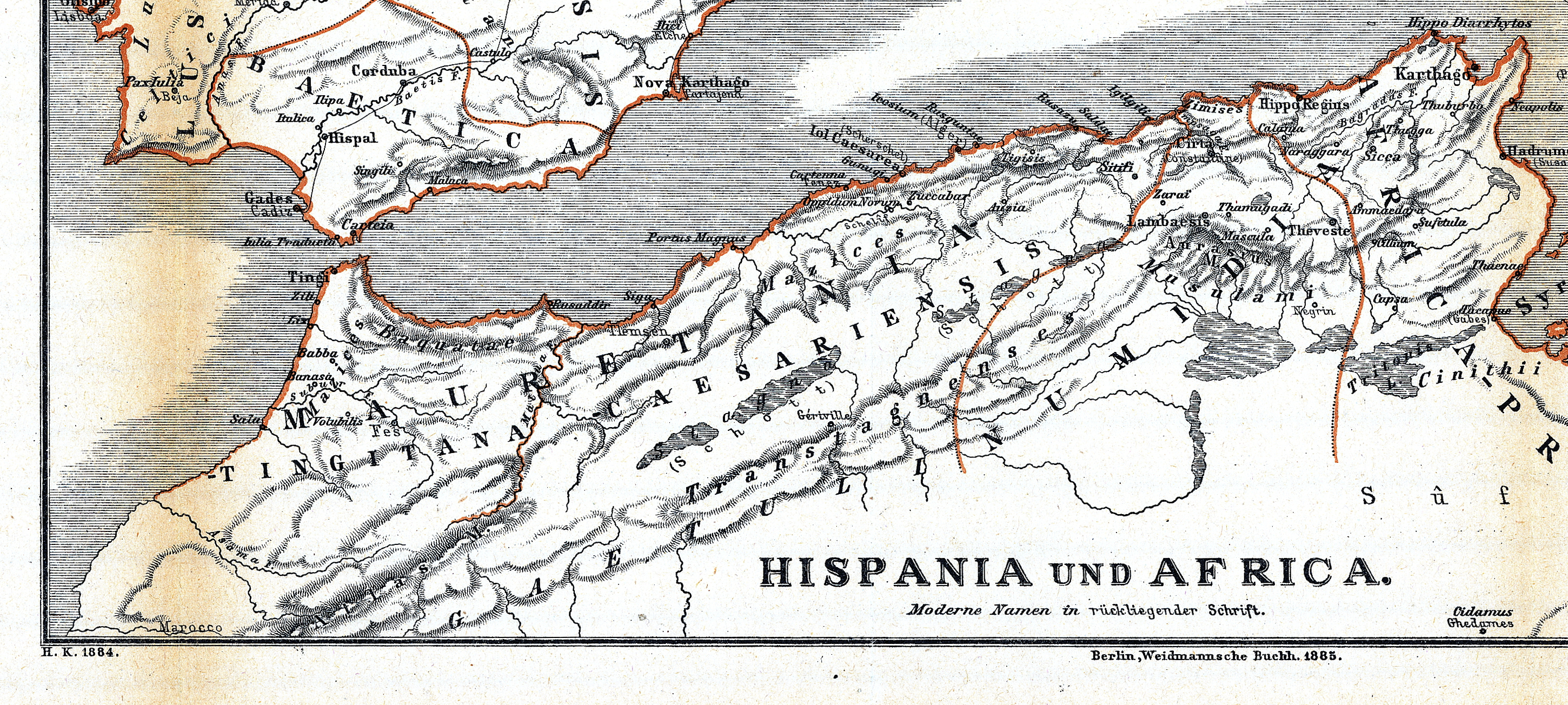
Carte de Numidie, avec Thagaste (Souk Ahras) et Hippone (Annaba).

La ville est fondée par les phéniciens puis pendant la période Numidienne (202 av. J.-C. – 46 av. J.-C.). Ville natale de saint Augustin, qui y est né le 13 novembre 354, Thagaste a joué un rôle important dans l'histoire politique et culturelle de la Numidie en raison de sa position stratégique. Carrefour entre les Numides, les Massyles puis les Romains, elle fut le lieu de fortifications militaires (Taoura, Madaure, Khemissa, Mascula Tiffech, Henchir Kssiba, Kef El Messaoura) et de centres urbains.
Dans la seconde moitié du XIXe siècle, pendant la colonisation française, elle est devenue une importante ville commerciale assurant les échanges entre le sud et le nord-est algérien, et la Tunisie grâce à l'ouverture de lignes ferroviaires  qui refont de la ville « le nœud de communications qu'il avait été dans l'Antiquité » .
Pendant la révolution, elle a abrité dans les djebels des Ouled Bechiah une base autonome des différentes wilayas de l'Armée de libération nationale, appelée « Base de l'Est ».

## Lion de barbarie symbole de la ville

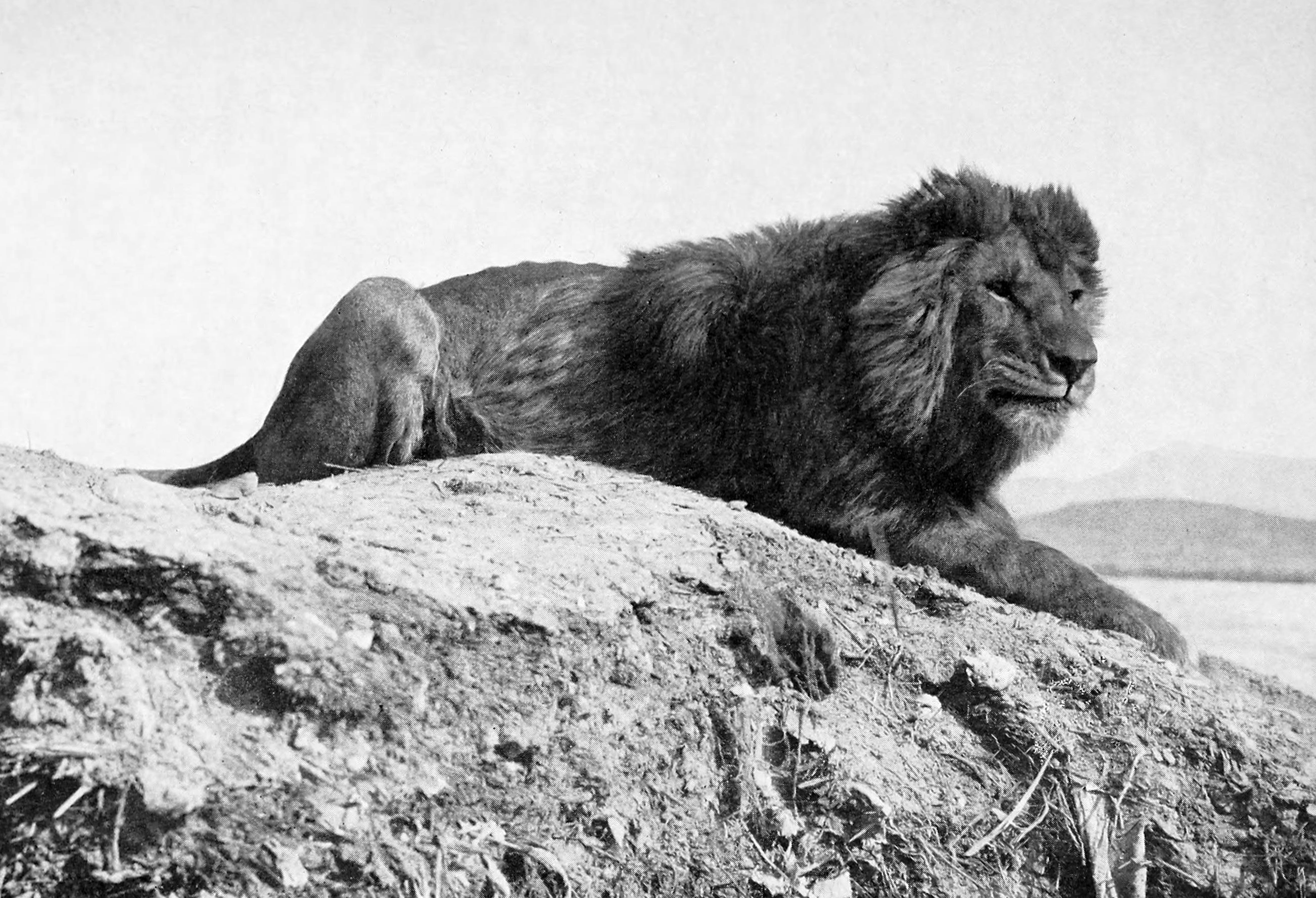
Un lion en Algérie photographié par Alfred Edward Pease vers 1893

Une sous-espèce de lion, aujourd'hui éteinte à l'état sauvage, était autrefois répandue dans toute l'Afrique du Nord. Le dernier spécimen sauvage fut vraisemblablement abattu en 1948 dans la forêt de Souk-Ahras.
Les Romains utilisaient des lions de Barbarie dans leurs amphithéâtres pour les combats de gladiateurs. Au Moyen Âge, les lions conservés dans la ménagerie de la Tour de Londres étaient des lions de Barbarie, comme le prouvent les tests ADN effectués sur les deux crânes bien conservés dans la tour en 1937. Les crânes ont été datés par le radiocarbone de 1280 à 1385 AD et AD 1420-1480. Dr Nobuyuki Yamaguchi de la Wildlife Conservation Unit (Unité de conservation de la faune) à l'Université d'Oxford, a indiqué que la croissance des civilisations le long du Nil et dans la péninsule du Sinaï au début du IIe millénaire av. J.-C., avait ainsi isolé les populations de lions. Jusqu’au début du XXe siècle, le lion a survécu à l'état sauvage au nord-ouest de l'Afrique, zone correspondant à la Tunisie, à l'Algérie et au Maroc actuels.

## Histoire

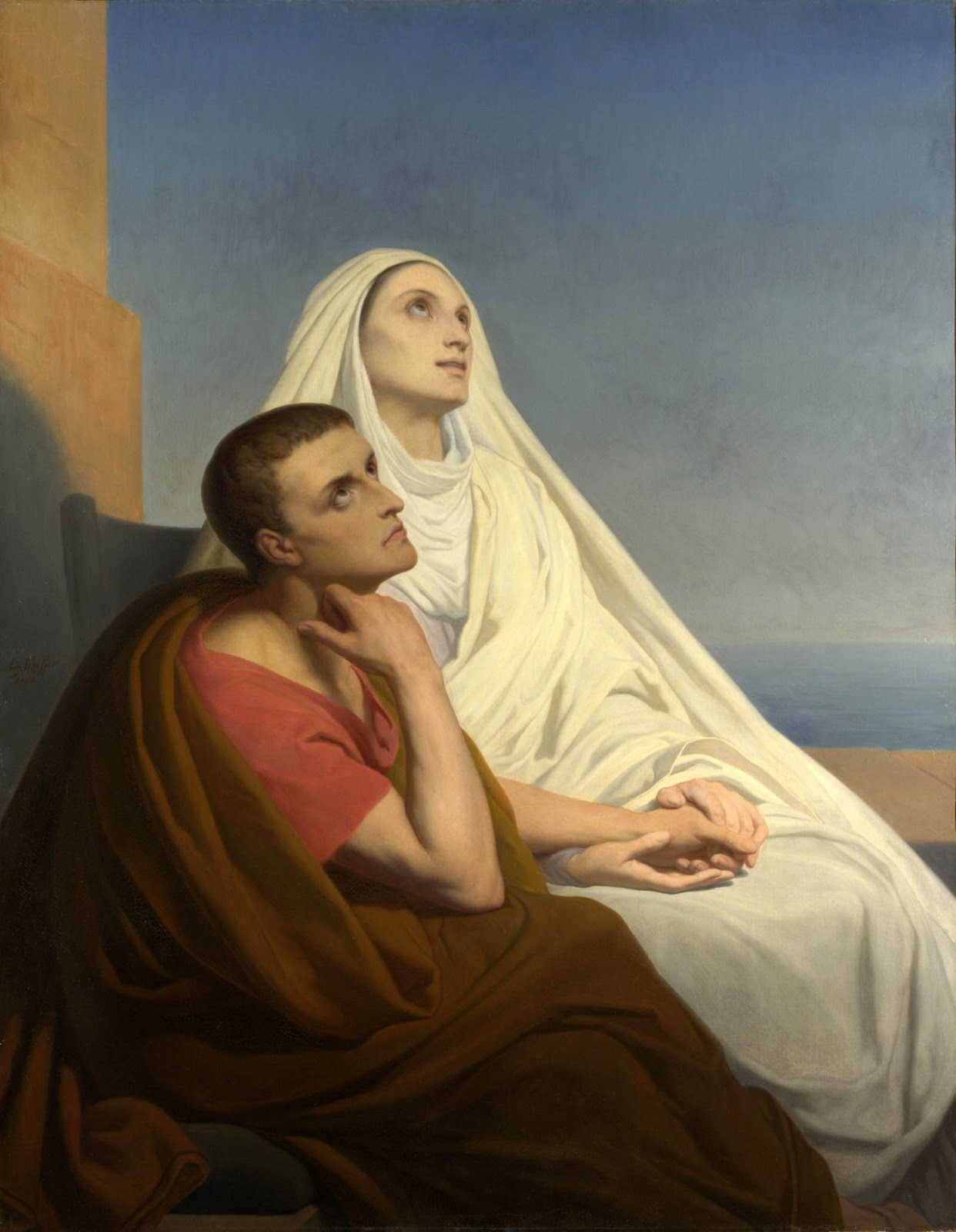
Saint Augustin et sa mère sainte Monique (1846), par Ary Scheffer

La ville est déjà mentionnée par Pline l'Ancien. Thagaste était alors une ville libre ; plus tard, elle devint municipe, et elle l'était encore à l'époque d'Augustin où elle est également le siège épiscopal de la Numidie.
Dans les années 370-385, la vie municipale fut dominée par Romanianus, ami et correspondant de saint Augustin. Il nous est connu par une inscription et par les écrits d'Augustin, notamment le Contra Academicos, qui décrit de façon évocatrice sa vie fastueuse, les jeux qu'il offrait à ses concitoyens, et son évergétisme dans la grande tradition des siècles précédents. 
Crispine de Thagare y fut décapitée en 304, et une basilique lui est consacrée. 
Trois évêques de Thagaste nous sont connus :
- Saint Firmin, mentionné par le Martyrologe romain ;
- Saint Alypius ou Alype, ami d'Augustin ;
- Saint Janvier.

Le siège épiscopal existe encore au VIIe siècle et est aujourd'hui un siège titulaire.
Les adeptes de la doctrine augustinienne viennent du monde entier se recueillir auprès d'un olivier séculaire, au pied duquel le saint, selon la tradition, passait plusieurs heures (à l'aube et au crépuscule) à méditer.
L'olivier est situé sur une colline dominant la cité antique, aujourd'hui disparue. On en retrouve quelques statues taillées dans le marbre ou un calcaire grossier ainsi que quelques pierres pourvues d'inscriptions latines. Les restes d'une basilique ont également été mis au jour.

## L'olivier de saint Augustin
Du haut du monticule de Sidi-Messaoud, l’Olivier dit de saint Augustin, toujours verdoyant, veille inlassablement depuis des siècles sur l’antique Thagaste, aujourd’hui Souk Ahras. Les habitants de cette ville qualifiée jadis de cité des saints, ont réservé, à travers des générations successives, une place particulière à cet arbre découvert en 1843 par une mission française.
Symbole de paix, de concorde et de longévité, l’olivier symbolise aussi toute une ville, celle de Souk Ahras où cohabitèrent les religions et qui a enfanté tant d’illustres personnalités, en plus de sainte Monique et de son illustre fils, Augustin. Saint Augustin qui vécut entre 354 et 430 aurait passé, à l’ombre de cet olivier millénaire, de longues heures à prier, à méditer et à rédiger ses ouvrages, soutiennent certains historiens et spécialistes de l’augustinisme.
Souk Ahras reste un lieu de pèlerinage pour les adeptes de l'augustinisme, et les protestants et jansénistes du monde en général. La ville conserve un olivier millénaire, sous lequel Augustin avait l'habitude de s'installer pour réfléchir. Une tradition locale faisait que les femmes musulmanes de la ville, se recueillaient devant l'arbre situé à côté du mausolée de Sidi Messaoud et qui a tendance à être confondu par certains avec cet olivier qui se trouve quant à lui de l'autre côté de la colline. Elles y enterraient les prépuces des circoncis, de leurs garçons afin qu'ils aient l'intelligence et l'esprit de ce philosophe. D'autres organisent des « Z'red » (festins) près de cet arbre pour la « baraka ».
Certaines études affirment que cet olivier a existé bien avant le saint homme, et estiment la date de sa plantation à environ 900 BC18.

## La bataille de Zama
Bataille de Zama dans la région de Naragara (actuelle Heddada).
Hannibal s'allia à Vermina, le fils et successeur de Syphax et, ensemble, ils envahirent le royaume des Massyles. Massinissa et Scipion les rejoignirent à Zama (l'actuelle Souk Ahras, en Algérie) et une grande bataille s'engagea (202 av. J.-C.). Le choc fut rude et il y eut des pertes des deux côtés, puis la bataille tourna à l'avantage de Massinissa et de Scipion. L'historien latin Tite-Live fait un récit très imagé de cette bataille :
« Un combat singulier s'engage entre Massinissa et Hannibal. Hannibal pare un javelot avec son bouclier et abat le cheval de son adversaire. Massinissa se relève et, à pied, s'élance vers Hannibal, à travers une grêle de traits, qu'il reçoit sur son bouclier en peau d'éléphant. Il arrache un des javelots et vise Hannibal qu'il manque encore. Pendant qu'il en arrache un autre, il est blessé au bras et se retire un peu à l'écart... Sa blessure bandée, il revient dans la mêlée, sur un autre cheval. La lutte reprend avec un nouvel acharnement, car les soldats sont excités par la présence de leurs chefs. Hannibal voit ses soldats fléchir peu à peu, certains s'éloignent du champ de bataille pour panser leurs blessures, d'autres se retirent définitivement. Il se porte partout, encourage ses hommes, abat par-ci, par-là ses adversaires, mais ses efforts demeurent vains. Désespéré, il ne pense qu'à sauver les restes de son armée. Il s'élance en avant, entouré de quelques cavaliers, se fraie, chemin et quitte le camp de bataille. Massinissa qui l'aperçoit se lance avec son groupe derrière lui. Il le presse, malgré la douleur que lui cause sa blessure, car il brûle de le ramener prisonnier. Hannibal s'échappe à la faveur de la nuit dont les ténèbres commencent à couvrir la nature.[réf. nécessaire] »
Carthage fut de nouveau contrainte à négocier. Mais le précédent traité fut révisé et la cité punique dut restituer à Massinissa tous les territoires qui avaient été arrachés à ses ancêtres. Hannibal se révolta et essaya de s'opposer au traité mais menacé d'être livré aux Romains, s'enfuit en Syrie où il se suicida en 183 av. J.-C.

## Personnalités liées à la ville
- Sainte Monique, mère de Saint Augustin
- Saint Augustin, penseur et théologien.
- Saint Christine la martyre, qui fut condamné à mort en 304 à Tiffech.
- Martianus Capella, en latin, de nuptiis philologiae et Mercurii.
- Nonius Marcellus, grammairien du latin
- Alypius de Thagaste, évêque de Thagast durant l'invasion vandale
- Apulée, écrivain latin, auteur de Métamorphose.
- Maxime de Madaure, le grammairien.
- Tacfarinas, leader de la révolte contre le Roma.